# Kazimierz Kordylewski
Kazimierz Kordylewski ([kaˈʑimieʃ kɔrdɨˈlɛvski]), né le 11 octobre 1903 à Posen (Allemagne ; actuelle Poznań, en Pologne) et mort le 11 mars 1981 à Cracovie (Pologne), est un astronome polonais.
Il envisage le premier en 1956 les nuages de Kordylewski qui sont de larges et diffuses concentrations de poussières cosmiques autour des points de Lagrange du système Terre-Lune.

## Biographie
Dans sa ville natale, Kazimierz Kordylewski termine l'école primaire, secondaire, et en 1922, commence à étudier l'astronomie à l'université de Poznań. À partir de 1924, il poursuit ses études à l'université Jagellonne de Cracovie et devient en même temps assistant du professeur Tadeusz Banachiewicz à l'Observatoire de Cracovie. En 1926, il est diplômé de la faculté de philosophie de l'université Jagellonne. À partir de 1928, il est membre de l'Union astronomique internationale. Il est nommé maître de conférences en 1955.
Kordylewski observe pour la première fois ce qui est supposé être de grandes concentrations de poussières autour des points troyens du système Terre-Lune en octobre 1956, nommées depuis nuages de Kordylewski. Il détecte alors une lueur d'un diamètre angulaire d'environ 2° (soit au plus 14 000 km de large) et moitié moins brillante que le gegenschein. Il photographie le phénomène en 1961, mais son existence reste toujours sujette à caution.
Mort à Cracovie en 1981, Kazimierz Kordylewski est enterré au cimetière Rakowicki.